# Coenia alpina
Coenia alpina är en tvåvingeart som beskrevs av Wayne N. Mathis 1975. Coenia alpina ingår i släktet Coenia och familjen vattenflugor. Inga underarter finns listade i Catalogue of Life.